# گله دانی حاج عسکر جوکار
گله دانی حاج عسکر جوکار یک منطقهٔ مسکونی در ایران است که در دهستان دریس واقع شده‌است. گله دانی حاج عسکر جوکار ۷۹ نفر جمعیت دارد.